# Arauquita (ort)
Arauquita är en ort i Colombia.   Den ligger i departementet Arauca, i den nordöstra delen av landet, 400 km nordost om huvudstaden Bogotá. Arauquita ligger 156 meter över havet och antalet invånare är 9 950.
Terrängen runt Arauquita är mycket platt. Runt Arauquita är det ganska glesbefolkat, med 40 invånare per kvadratkilometer. Det finns inga andra samhällen i närheten. I omgivningarna runt Arauquita växer i huvudsak städsegrön lövskog.